# Frank Dorn
Frank Dorn (* 25. Juni 1901 in San Francisco, Kalifornien; † 26. Juli 1981 in Washington, D.C.) war ein Brigadegeneral der United States Army. Er war unter anderem kommissarischer Kommandeur der 11. Luftlandedivision.
Frank Dorn studierte zunächst am San-Francisco-Institute of Art. In den Jahren 1919 bis 1923 durchlief er die United States Military Academy in West Point. Nach seiner Graduation wurde er als Leutnant der Feldartillerie zugeteilt. In der Armee durchlief er anschließend alle Offiziersränge vom Leutnant bis zum Brigadegeneral.
In seinen jüngeren Jahren absolvierte er den für Offiziere in den niederen Rangstufen üblichen Dienst in verschiedenen Einheiten und Standorten. Dazu gehörten auch Aufgaben als Stabsoffizier in verschiedenen Hauptquartieren. In den Jahren 1926 bis 1929 war er auf den Philippinen stationiert und von 1930 bis 1933 Dozent an der Field Artillery School. Anschließend war er bis 1939 in Peking in China stationiert, wo er die dortige Sprache erlernte. Danach gehörte er bis 1942 zum Stab von General Joseph Stilwell. In diese Zeit fiel der amerikanische Eintritt in den Zweiten Weltkrieg. Dabei diente er bis April 1943 in verschiedenen Funktionen im Stab des amerikanischen Hauptquartiers auf dem Kriegsschauplatz China-Burma-Indien.
Auch in der Folge war Frank Dorn auf diesem Kriegsschauplatz eingesetzt. Zwischen April 1943 und August 1944 kommandierte er die Y-Force, die in Burma operierte. Anschließend wurde er erneut nach China versetzt, wo er zwischen dem 16. November 1944 und dem 9. Januar 1945 das China Training & Combat Command befehligte. Danach gehörte er bis zum Mai 1945 dem Stab der Army Ground Forces an. Es folgte eine Versetzung zum Stab der 10. Armee, die auf Okinawa stationiert war. Dort war Frank Dorn bis zum 23. August 1945 als Stabsoffizier tätig.
Zwischen August und Dezember 1945 kommandierte er die Artillerie der 11. Luftlandedivision, die damals zu den amerikanischen Besatzungstruppen in Japan gehörte. Zwischenzeitlich war er deren kommissarischer Divisionskommandeur. Dabei vertrat er zwischen Februar und Juni 1946 den eigentlichen Kommandeur Joseph M. Swing. Danach gehörte er von 1946 bis 1949 dem Stab der Army Information School an. Es folgten einige Jahre im Stab des Verteidigungsministeriums der Vereinigten Staaten. Seine letzte Aufgabe als Offizier hatte er in den Jahren 1952 und 1953 im Stab des Heeresministeriums als stellvertretender Leiter der Informationsabteilung (Deputy Chief of Information, Department of the Army). Im November 1953 schied er aus dem aktiven Militärdienst aus.
Frank Dorn verfasste einige Bücher zu militärischen Themen. Dazu gehörte das Buch The Sino-Japanese War, 1937–1941. Seine Erfahrungen aus den 1930er Jahren in Peking veröffentlichte er in einem Buch mit dem Titel The Forbidden City, The Biography of a Palace. Dorn war in seinem Ruhestand auch ein leidenschaftlicher Maler. Seine Bilder wurden unter anderem in Paris, Madrid, Mexiko-Stadt und Washington ausgestellt. Zudem war er auch als Koch bekannt. Kurz vor seiner Pensionierung veröffentlichte er ein Kochbuch. Später folgten ähnliche Veröffentlichungen.
Der mit Phyllis Moore (1910–1978) verheiratete Offizier verbrachte seinen Lebensabend abwechselnd im Monterey County in Kalifornien und in Washington, D.C. Dort verstarb er am 26. Juli 1981 und fand seine letzte Ruhestätte auf dem amerikanischen Nationalfriedhof Arlington.

## Orden und Auszeichnungen
Frank Dorn erhielt im Lauf seiner militärischen Laufbahn unter anderem folgende Auszeichnungen:
- Army Distinguished Service Medal
- Silver Star
- Legion of Merit
- Bronze Star Medal
- Army of Occupation Medal
- China War Memorial Medal
- Asiatic/Pacific Campaign Medal
- Army Commendation Medal
- American Defense Service Medal
- American Campaign Medal
- World War II Victory Medal